# جيمس ماسون (سياسي كندي)
جيمس ماسون هو سياسي كندي، ولد في 17 فبراير 1847، وتوفي في 24 ديسمبر 1903. انتخب عضو مجلس العموم الكندي.